# رومسي (دائرة انتخابية في المملكة المتحدة)
رومسي (بالإنجليزية: Romsey)‏ هي إحدى الدوائر الانتخابية في المملكة المتحدة الممثلة في مجلس العموم في برلمان المملكة المتحدة.
عضو البرلمان الذي يمثلها حالياً هو :Sandra Gidley (LD).